# Heptose
Heptose é um monossacarídeo com sete átomos de carbono. Encontra-se em diversas plantas e também pode ser obtido por síntese artificial.

Embora sejam estruturalmente possíveis vários estereoisômeros, existem poucos exemplos de heptoses na natureza. Entre eles destacam-se:
- Sedo-heptulose, sedoeptulose ou ainda D-altro-Heptulose (uma cetose), um intermediário inicial na biossíntese do lipídeo A
- Mano-heptulose ou manoeptulose (uma cetose), encontrado em abacates
- L-glicero-D-mano-heptose (uma aldose), um intermediário final na biossíntese do lipídeo A